# Mervin Ray Hughes
Mervin Ray Hughes (nacido en 1963/1964), conocido como The Serial Shooter, es un asesino en serie estadounidense que disparó y mató a un hombre en 1986 y luego disparó y mató a dos personas más durante un tiroteo en enero de 1999 en Oakland, que también hirió a diez. otros. También es sospechoso de matar a una cuarta persona en 1992, aunque se retiraron los cargos en ese caso. Hughes fue condenado a muerte en 2005 y sigue en el corredor de la muerte.

## Asesinatos
El 16 de septiembre de 1986, Hughes, que entonces tenía 17 años, le disparó a Jesse Clarence Dunlap, de 38 años, en Oakland durante una disputa relacionada con las drogas. Dunlap fue trasladado de urgencia al Hospital Highland, donde murió a causa de sus heridas. Hughes fue rápidamente arrestado y declarado culpable de homicidio involuntario, recibiendo una sentencia de ocho años de prisión. Fue liberado en algún momento antes de 1992, pero luego fue arrestado por el asesinato de un hombre en otra ciudad, pero ese caso fue posteriormente abandonado después de que presuntos testigos se negaron a testificar.

### Tiroteo en Oakland
Entre el 15 de enero de 1999 y el 29 de enero de 1999, Hughes realizó un tiroteo en cuatro vecindarios del este de Oakland. Durante este tiempo, Hughes disparó a doce víctimas y mató a dos. Su modus operandi era conducir por el área de Oakland en su automóvil y cometer tiroteos desde vehículos. En el primer ataque, Hughes disparó a un hombre en la cuadra 2200 de la 62nd Avenue. El hombre sobrevivió. Al día siguiente, Hughes exploró la cuadra 2500 de Seminary Avenue, donde encontró y logró disparar y matar a Terry Love, de 20 años. Después de una pausa de siete días, Hughes exploró un área en la cuadra 5000 de Bancroft Avenue, donde le disparó a un hombre que sobrevivió.
Cuando se produjo el tercer tiroteo, la policía de la zona se cansó y sospechó que el responsable era un solo asesino. Esa sospecha se confirmó cuando, el 27 de enero, Hughes regresó a Bancroft Avenue donde disparó contra tres hombres, uno de los cuales era Robert M. Fisher, de 33 años, quien fue asesinado. Los otros dos sobrevivieron. Un día después, Hughes regresó a la vista de su primer ataque, la cuadra 2200 de la 62nd Avenue, donde le disparó a otro hombre, que sobrevivió. Horas más tarde, Hughes golpeó la cuadra 1700 de la 48th Avenue, cuando disparó a tres hombres, todos los cuales resultaron heridos pero sobrevivieron.
Hughes cometió sus últimos ataques con pocas horas de diferencia el 29 de enero, el primero de los cuales cometió en la cuadra 1700 de la 57th Avenue, donde disparó a un hombre y una mujer que sobrevivieron. Horas más tarde atacó por última vez, disparando a un hombre en la cuadra 3000 de la 62nd Avenue. Sobrevivió. Uno de los tres automóviles que Hughes condujo mientras cometía los disparos fue descubierto y se anotó el registro. Se remonta a Hughes, quien fue arrestado el 30 de enero. La policía confiscó su semiautomática de 9 mm y sus otros dos vehículos. Las víctimas supervivientes de Hughes fueron identificadas como Anthony Alexander, Ernest Badger, Donal Griffin, Shirley Jackson, Christopher Jones, Lavern Smith y John Witt.

## Juicio y encarcelamiento
El 2 de febrero de 1999, Hughes fue procesado y acusado de dos cargos de asesinato, dos cargos de intento de asesinato, siete cargos de agresión con un arma mortal, tres cargos de disparar un arma de fuego con negligencia y un cargo de posesión de un arma de fuego mientras estaba en libertad condicional. Durante su lectura de cargos, la madre de Hughes, Pauline, se desmayó en la sala del tribunal, lo que provocó que el juez Horace Wheatley detuviera la lectura de cargos. La mujer fue trasladada de urgencia al hospital, donde fue atendida. Los funcionarios se negaron a decir cómo se desmayó. Hughes se declaró inocente de todos los cargos, lo que, si fuera declarado culpable, significaría que podría enfrentarse a una sentencia de muerte.
En 2004, Hughes fue declarado culpable de ambos casos de asesinato y de otros 17 delitos graves, pero el jurado llegó a un punto muerto por 10 a 2 en su decisión de condenar a Hughes a muerte. Su condena se mantuvo y al año siguiente se reunió un nuevo jurado. El 9 de marzo de 2005, después de seis horas de deliberación, el jurado decidió condenar a muerte a Hughes. Durante su sentencia, el juez del Tribunal Superior Joseph Hurley llamó a Hughes "el peor de los peores". Hughes también recibió una sentencia adicional de 300 años para que cumpliera si su sentencia de muerte fuera desestimada por un tribunal de apelaciones. Hughes está a la espera de ser ejecutado en la Prisión Estatal de San Quintín. No se ha fijado ninguna fecha de ejecución.